# Совет престолонаследия (Великобритания)
Совет престолонаследия (англ. Accession Council) — церемониальный орган Великобритании, который собирается в Сент-Джеймсском дворце в Лондоне после смерти или отречения предыдущего монарха, чтобы официально объявить о вступлении наследника на престол в праве британской Короны. В соответствии с правовым обычаем, а также согласно условиям Акта об устроении 1701 года, новый монарх становится преемником автоматически. Прокламация Совета престолонаследия лишь подтверждает личность нового монарха и официально объявляет его тронное имя.

## Члены совета
В состав совета входят следующие чиновники:
- Члены Тайного совета Соединённого Королевства;
- Высшие сановники государства;
- Лорд-мэр Лондонского сити;
- Олдермены Лондонского сити;
- Верховные комиссары королевств Содружества;
- Члены Палаты лордов;
- Другие государственные служащие[2].

## Прокламация
Прокламация, в которой подтверждается имя наследника, подписывается всеми присутствующими тайными советниками. Хотя формулировки прокламаций в целом одинаковы, они также варьируются по мере необходимости. В случае Виктории были включены определённые слова (с учётом раздела 2 Закона о регентстве 1830 года, предписывающего Клятву верности), которые прямо сохраняли права любого ребёнка покойного короля Вильгельма IV, который мог быть рожден его вдовой Аделаидой Саксен-Мейнингенской (ранее оговорённые специальные правила предусматривали, что в случае рождения такого ребёнка он должен вступить на престол, заменив уже царствовавшую Викторию).
В случае Георга VI прокламация была изменена, поскольку Эдуард VIII отрекся от престола, а не умер. Титул «император Индии», принятый королевой Викторией в период её правления, был добавлен в конец списка титулов при провозглашении Эдуарда VII, Георга V, Эдуарда VIII и Георга VI; во время правления последнего этот титул был утрачен. В случае Карла III прокламация была изменена, чтобы впервые включить в неё Палату общин.
Формула «Король умер, да здравствует король!», вопреки распространенному мнению, не является частью официальной прокламации в Соединенном Королевстве (хотя возглас «Да здравствует король/королева!» часто добавляется к ней при публичном чтении).
Прокламация торжественно провозглашается в различных местах по всему королевству. По обычаю, её обычно сначала зачитывают с балкона Фрайари-Корт в Сент-Джеймсском дворце герольды Оружейной коллегии. Исторически за этим следовали другие чтения в Лондоне, завершавшиеся на Королевской бирже в присутствии лорда-мэра Лондона. Затем происходят местные мероприятия по провозглашению, например, на первоначальном месте Меркат-Кросс в Эдинбурге герольдами Двора Лорда Лайона.
В современный период прокламация может зачитываться, кроме английской версии, также на других языках (например, в Уэльсе по-валлийски, в Канаде по-французски,  в Новой Зеландии на маори).
Текст прокламации 2022 года:
«Поскольку Всемогущему Богу было угодно призвать к Своей милости нашу покойную государыню госпожу королеву Елизавету Вторую, блаженной и славной памяти, по кончине которой Корона Соединённого королевства Великобритании и Северной Ирландии нераздельно и законно перешла к принцу Карлу Филиппу Артуру Георгу,
вследствие чего мы, духовные и светские лорды сего Королевства и члены палаты общин, вместе с другими членами Тайного совета покойной Её величества королевы, представителями Королевств и Территорий, альдерменами и горожанами Лондона, и иными, — 
сим публикуем и объявляем, единодушно и по согласию уст и сердец, что ныне принц Карл Филипп Артур Георг, со смертью нашей доброй памяти покойной государыни, стал по праву нашим единственным законным сувереном государем Карлом Третьим, Божьей милостью королём Великобритании и Северной Ирландии и других своих Королевств и Территорий, Главою Содружества, Защитником Веры, которому мы вверяемся и повинуемся со смиренным почтением, призывая Бога, волею Которого короли и королевы царствуют, благословить Его Величество счастливо царствовать над нами долгие годы.

Дано в Сент-Джеймском дворце, сего десятого сентября, в лето Господне две тысячи двадцать второе».

## Клятвы
Согласно Актам об Унии 1707 года, британский монарх, вступая на престол, приносит клятву, в которой обязывается «поддерживать и оберегать» Церковь Шотландии. Данная клятва обычно приносится на Совете престолонаследия.
Как только монарх приносит священную клятву совету, Главный рыцарь Ордена Подвязки выходит на Галерею Провозглашений, чтобы провозгласить нового монарха. Королева Елизавета II находилась с визитом в Кении, когда взошла на престол, и поэтому Совет престолонаследия собирался дважды: сначала для провозглашения, а затем для того, чтобы новая королева могла принести присягу. В дополнение к вышеупомянутой клятве, если монарх проводит коронацию, он или она дает Коронационную клятву, которая содержит в себе ссылки на Англиканскую церковь.